# Mellersta Fjälltjärnen
Mellersta Fjälltjärnen är en sjö i Hagfors kommun i Värmland och ingår i Göta älvs huvudavrinningsområde.